# Мищенки (Харьковский район)
Мищенки, до ВОВ Мищенков хутор (укр. Мищенки) — село, 
Манченковский поселковый совет,
Харьковский район,
Харьковская область.
Код КОАТУУ — 6325157604. Население по переписи 2001 года составляет 176 (81/95 м/ж) человек.

## Географическое положение
Село Мищенки примыкает к пгт Манченки, на расстоянии в 1 км расположены посёлок Ударное и село Орехово.
Рядом с селом проходит железная дорога, ближайшие станции Манченки и Ореховая (1,5 км).
К селу примыкает лесной массив.

## История
- 1750 — дата основания.
- В 1940 году, перед ВОВ, на хуторе Мищенковом были 25 дворов.[1]